# مریم در اسلام
مریم بنت عمران (عربی: مَرْيَم بنت عِمْرَان)، مادر عیسی، دختر عمران، در اسلام تنها زنی است که نامش به صورت مستقیم و آشکار در قرآن آمده و قرآن سی و چهار بار به نام مریم اشاره می‌کند و صریحاً او را برترین زن عالم می‌داند، قرآن با اشاره به نجات ملائکه در هنگام بشارت، می‌گوید: «و [یاد کن] هنگامی را که فرشتگان گفتند ای مریم خداوند تو را برگزیده و پاک ساخته و تو را بر زنان جهان برتری داده‌است.» در قرآن، داستان مریم در سه سوره مکی (۱۹، ۲۱، ۲۳) و چهار سوره مدنی (۳، ۴، ۵، ۶۶) آمده و سوره نوزدهم قرآن به اسم مریم نامگذاری شده‌است. قرآن بیشتر از کتاب مقدس به نام مریم اشاره می‌کند.

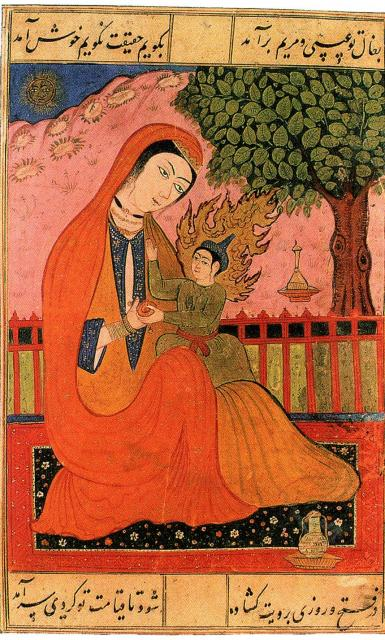
مریم و عیسی در یک نگارگری ایرانی

طبق قرآن، لطف الهی از بدو تولد مریم او را محاصره کرد و به عنوان یک زن جوان از طرف جبرئیل فرشته از خدا پیامی دریافت کرد که خدا او را انتخاب کرده، او را پاک ساخته و مریم را بر همه زنان جهان برتری داده‌است. این واقعه، طبق همان روایت، مریم با بشارت کودکی روبرو شد که قرار بود با مداخله روح الهی به‌طور معجزه آسایی متولد شود در حالی که او هنوز باکره بود. نام کودک او عیسی بود. همان مسیح موعود. بدین ترتیب، عقاید اسلامی مثل ارتدوکس «اصل تولد عیسی از باکرگی را حفظ کرده‌است» و گرچه متفکران اسلامی کلاسیک هرگز در مورد مسئله باکره بودن دائمی مریم به مدت طولانی صحبت نمی‌کردند، اما به‌طور کلی در اسلام سنتی توافق بر این است که مریم در طول زندگی خود باکره باقی مانده‌است.

## خانواده
قرآن مریم را «دختر عمران» می‌خواند و در آن ذکر می‌کند که مردم او را «خواهر هارون» خوانده‌اند. مادر وی که در قرآن فقط به عنوان همسر عمران از او یاد شده، برای فرزندی دعا کرد و سرانجام باردار شد. به گفته محمد بن جریر طبری، مادر مریم حنا نام داشت و عمران، شوهرش، قبل از تولد کودک (مریم) درگذشت. حنا با انتظار برای پسر بودن کودک، قول داد که کودک را به انزوا و خدمت در معبد اختصاص دهد. با این حال، حنا در عوض دختری به دنیا آورد و نام او را ماری (مریم) گذاشت.
اما تنها کسی که در کتاب مقدس به عنوان «خواهر هارون» نامیده می‌شود میریام است (سوره خروج ۱۵:۲۰). همچنین تصور می‌شود میریام یکی از سه فرزند عمرام است و دو فرزند دیگر موسی و هارون هستند. (سوره اعداد ۲۶:۵۹).

## در قرآن
نام مریم بارها در قرآن ذکر شده‌است و روایت او به‌طور مداوم از نخستین سوره‌ها، مکشوف در مکه، تا آخرین آیات نازل شده در مدینه اتفاق می‌افتد.
یکی از ویژگی‌های مریم مادر مسیح، راستگویی بود. در آیهٔ ۷۵ سوره مائده خداوند او را «صدیقه» می‌نامد.
مریم زنی بسیار راستگو بود به این معنی که با قول و اعتقادش چیزی را به راستی می‌گفت و صدق خود را با عملش و کردارش ثابت و محقّق می‌داشت و هیچ وقت نسبت الوهیت به خودش و به پسرش نمی‌داد. و دردر پرتو این راستگویی مقامی شایسته کسب کرده بود.

### تولد

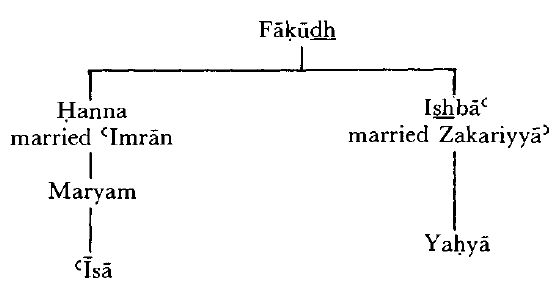
رابطه مریم با یوحنا و زکریا

تولد مریم در قرآن با اشاره به پدر و همچنین مادرش نقل شده‌است. پدر مریم عمران نام دارد. او در سنت مسیحی معادل یواخیم است. مادر وی، طبق گفته الطبری، حنا نامیده می‌شود، که همان نام سنت مسیحی است. نوشته‌های مسلمانان روایت می‌کند که عمران و همسرش پیر و بی فرزند بودند و روزی مشاهده می‌کنند که پرنده ای در درخت به خردسالان غذا می‌دهد در نتیجه تمایل پیدا می‌کنند که فرزند داشته باشند. حنا از خدا می‌خواهد که آرزوی خود را برآورده کند و عهد می‌کند که اگر دعای او پذیرفته شود، فرزندش به بندگی خدا اختصاص یابد.
روایت قرآنی تولد مریم به صورت لقاح پاک را تأیید نمی‌کند، زیرا اسلام آموزه گناه نخستین که در مسیحیت مشاهده می‌شود را در انسان را قبول ندارد، همان‌طور که. چنین آموزه ای در اسلام وجود ندارد.
جعفر الصادق، امام ششم شیعیان، تولد مریم را با جزئیات توصیف می‌کند. طبق روایتی، خداوند به عمران خبر می‌دهد که پسری به او عطا خواهد کرد که کور و جذام را شفا دهد و به اذن خدا مردگان را زنده می‌کند. وقتی عمران این را به همسرش حنا می‌گوید، او فکر می‌کند که پسری را باردار خواهد شد. هنگامی حنا مریم را به دنیا آورد، گفت: «پروردگارا! به راستی که من یک دختر را به دنیا آورده‌ام، معلوم است که پسر چون دختر نیست و دختر نمی‌تواند پیغمبر شود «که خداوند به او پاسخ می‌دهد» که خدا بهتر می‌داند که چه چیزی داده‌است [۳۶]. وقتی او عیسی را به مریم اعطا کرد، قول عمران برآورده شد.

### سال‌های اول از دیدگاه اسلام
قرآن، به‌طور خاص، به این واقعیت اشاره نکرد که مریم در معبدی زندگی و بزرگ شده زیرا کلمه «محراب» در سوره آل عمران به یک اتاق خصوصی یا یک مکان عمومی یا نمازخانه خصوصی اشاره دارد. داستان زندگی مریم در معبد از طریق روایات مسلمانان به دست آمده (به عنوان مثال روایت جعفر صادق). مریم تحت سرپرستی زکریا، شوهر خواهر حنا و عموی مادری و سرایدار مریم قرار گرفت. وقتی که زکریا وارد نمازخانه مریم شد، می‌دید که برای او غذا تهیه شده و از مریم پرسید که از کجا آنان را دریافت کرده، و مریم به او جواب می‌دهد که خدا به هر که بخواهد، عنایت می‌کند. عالمان دینی در مورد اینکه آیا این غذا یک غذای معمولی است یا خیر، بحث کرده‌اند. موافقان عقیده قبلی اظهار داشتند که این غذا باید غذایی معجزه آسا باشد، زیرا زکریا به عنوان یک پیامبر، می‌دانسته‌است که خدا تأمین کننده هرگونه رزق و روزی است و بنابراین اگر غذای معمولی باشد، مریم را زیر سؤال نمی‌برد.
امام ششم شیعیان، جعفر صادق نقل می‌کند که وقتی مریم بزرگ می‌شد، پوششی می‌پوشید تا کسی او را نبیند، سپس به محراب می‌رفت. زکریا به محراب رفت و دریافت که او در زمستان، میواه تابستانی و در تابستان، میوه زمستانی دارد. او پرسید: «این از کجاست؟» او گفت: «این از سوی خداست. خداوند به هر کس بخواهد، بی حساب روزی می‌دهد».

### بشارت

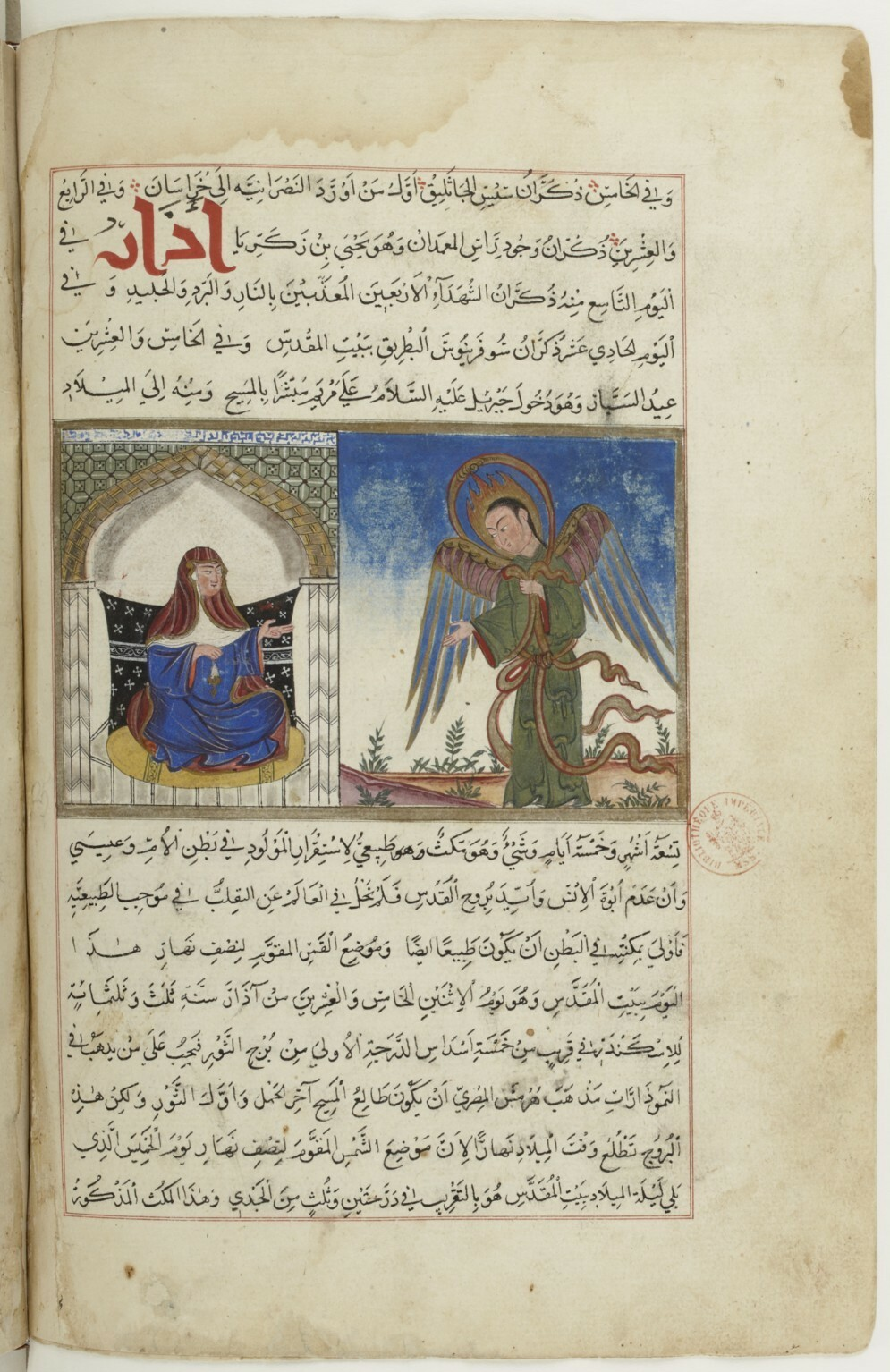
بشارت در مینیاتور

تولد عیسی در باکرگی به عنوان یکی از مهم‌ترین «معجزات خداوند در اسلام» از اهمیت فوق‌العاده ای برخوردار است. اولین اشاره صریح به عید بشارت در سوره مریم است که در آن مریم از جبرئیل می‌پرسد که چگونه می‌تواند باردار شود، در حالی که هیچ مردی او را لمس نکرده. پاسخ جبرئیل به مریم اطمینان می‌دهد که برای خدا همه کارها آسان است و تولد باکره عیسی علامتی برای بشریت خواهد بود. بعداً این تولد در سوره تحریم، به این صورت گفته می‌شود که مریم «پاک» باقی مانده، در حالی که خداوند اجازه داد یک زندگی در رحم مریم شکل بگیرد. سومین اشاره به عید بشارت در سوره آل عمران است، که در آن به مریم بشارت داده می‌شود که او بالاتر از همه زنان آفرینش انتخاب شده‌است.
در مورد آخرین آیه، مفسران قرآن اظهار داشتند که مریم تا آنجا که ممکن بود به یک زن کامل نزدیک بود و تقریباً از همه گناهان عاری بود. اگرچه اسلام زنان بی شماری از جمله صفورا، هاجر، سارا، آسیه، خدیجه، حفصه، فاطمه زهرا و عایشه را گرامی می‌دارد، اما این آیه را به معنای مطلق، می‌گوید که مریم بزرگ‌ترین زن در تمام زمان‌ها است. با این حال، مفسران دیگر، با وجود اینکه مریم «ملکه مقدسین» بود، این آیه را چنین تفسیر کردند که مریم بزرگ‌ترین زن در آن زمان بود و فاطمه، خدیجه و آسیه نیز به همان اندازه بزرگ بودند. طبق تفسیر و روایات، جبرئیل بر مریم ظاهر شد، مریم هنوز در سنین جوانی بود و جبرئیل در قالب یک مرد خوش چهره با «صورتی درخشان» به مریم تولد عیسی را اعلام کرد. پس از حیرت فوری مریم، او با جواب جبرئیل، اطمینان یافت که خداوند قدرت انجام هر کاری را دارد. جزئیات مفهوم این بازدیدهای جبرئیل مورد بحث قرار نگرفته، اما در جاهای دیگر قرآن بیان شده‌است (سوره انبیاء آیه 91 و سوره تحریم آیه 12) که خداوند «روح خود» را در حالی که پاکدامن بود، به مریم دمید.

### تولد باکرگی

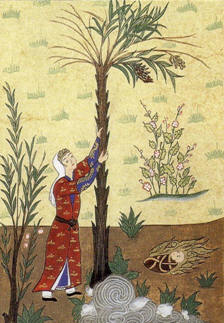
مری درخت خرما را برای خرما تکان می‌دهد، افسانه ای که از انجیل شبه متیو گرفته شده‌است.

طبق قرآن، مریم دو بار توسط پروردگار انتخاب شد: ای مریم! خدا تو را برگزیده و پاک ساخته؛ و بر تمام زنان جهان، برتری داده‌است. (سوره آل عمران، آیه ۴۲). و اولین انتخاب او با بشارت به عمران بود. دوم این که او بدون مرد باردار شد، بنابراین در این رابطه، او بیش از سایر زنان جهان انتخاب شد. : 16 
قرآن چندین بار تولد باکره عیسی را روایت می‌کند. در سوره مریم، آیات ۱۷–۲۱، به مریم بشارت داده می‌شود، و به دنبال آن، تولد باکره در زمان مناسب انجام می‌شود. در اسلام، عیسی مسیح را «روح‌الله» می‌نامند، اما این عقیده شامل آموزه‌های پیش از وجود او نمی‌شود. در سوره آل عمران آیه ۴۷، بکارت مریم را تأیید می‌کند و تأکید می‌کند که «هیچ‌کسی او را لمس نکرده‌است». سوره تحریم آیه ۱۲ می‌گوید که عیسی هنگامی متولد شد که روح خدا بر مریم که بدنش عفیف بود، دمید.

طبق قرآن، مکالمه زیر بین فرشته جبرئیل و مریم هنگامی که او در قالب یک مرد بر او ظاهر شد، رخ داد:
و در این کتاب [سرگذشتِ] مریم را یاد کن هنگامی که از خانواده‌اش [در] مکان شرقی کناره گرفت.
و جدا از آنان پوشش و پرده ای برای خود قرار داد؛ و ما روح خود را به سوی او فرستادیم، پس برای او [به صورت] بشری خوش‌اندام و معتدل نمودار شد.
مریم گفت: همانا من از تو به [خدای] رحمان پناه می‌برم، اگر پرهیزکار هستی [از من فاصله بگیر.]
گفت: جز این نیست که من فرستاده پروردگار تو هستم برای آنکه پسری پاک و پاکیزه به تو ببخشم.
گفت: چگونه برای من پسری خواهد بود در حالی که نه هیچ بشری با من ازدواج کرده‌است و نه بدکار بوده‌ام.
گفت: چنین است [که گفتی، ولی] پروردگارت فرموده‌است: این کار بر من آسان است و [فرزندی بدون ازدواج به او بخشیدن] برای این [است] که او را نشانه ای [از قدرت خود] برای مردم و رحمتی از سوی خود قرار دهیم؛ و این کار شدنی است.
پس به عیسی حامله شد و به خاطر او در مکانی دور کناره گرفت.

(سوره مریم آیات ۱۶ تا ۲۲)
روایت قرآن از تولد باکره در عهد جدید تا حدی متفاوت است. در قرآن آمده که وقتی درد زایمان به مریم رسید، او به یک درخت نخل نزدیک رسید، در آن زمان صدایی از «زیر درخت خرما» یا «زیر او» آمد که گفت: غصه نخور! زیرا پروردگارت برای شما نهر آبی فراهم کرده. «و تنه خرما را به سوی خود بجنبان تا برایت خرمای تازه و از بار چیده بریزد.» در ادامه قرآن توصیف می‌شود که مریم عهد کرد که در آن روز با هیچ‌کسی صحبت نکند، هنگامی که عیسی متولد شد، مسلمانان معتقدند که او در گهواره صحبت کرده و اولین معجزه خود را انجام می‌دهد. در ادامه قرآن روایت می‌شود که مریم عیسی را به معبد آورد، و بلافاصله همه مردان، به استثنای زکریا (که به تولد باکره معتقد بود) مریم را مورد تمسخر قرار دادند. بنی اسرائیل از مریم سؤال کردند که چگونه او در حالی که ازدواج نکرده، کودک به دنیا آورده؟، مریم به عیسی اشاره کرد. پس از آن بود که، طبق قرآن، عیسی نوزاد در گهواره شروع به صحبت کرد و برای اولین بار از پیشگویی خود صحبت کرد.
به گفته جعفر صادق، عیسی پسر مریم در کودکی به شدت گریه می‌کرد، به‌طوری که مریم در مورد گریه‌های شدید خود به زحمت افتاد. عیسی به او گفت: «مقداری از پوست آن درخت را بگیر، از آن مقوی درست کن و با آن به من غذا بده.» وقتی آن را نوشید، به شدت گریه کرد. مریم گفت: «چه نوع نسخه ای به من داده‌ای؟» او گفت: «ای مادر من! دانش پیامبر و ضعف دوران کودکی.» : 23 

## سنت اسلامی
مریم یکی از بزرگ‌ترین چهره‌های الهیات اسلامی است، اکثریت مسلمانان او را به عنوان یکی از صالح‌ترین زنانی که زندگی کرده می‌دانند و یک اقلیت او را به عنوان یک پیامبر به حساب می‌آورند. زنان مسلمان به عنوان «یک زن نمونه» به مریم نگاه می‌کنند و مشهور است که به زیارتگاه‌های مسلمانان و مسیحیان نیز می‌روند. مسلمانان، مانند مسیحیان، یاد او را در مطریه نزدیک قاهره و اورشلیم گرامی می‌دارند. مسلمانان همچنین از حمام مریم در اورشلیم بازدید می‌کنند، جایی که مسلمانان معتقدند، مریم یک بار غسل داده شده‌است، و گاهی اوقات زنانی که به دنبال درمان نازایی بودند از این مکان بازدید می‌کردند. برخی از گیاهان نیز به نام مریم نامگذاری شده‌اند، مانند گل مریم، که طبق روایات سنتی، هنگامی که مریم پیشانی خود را با برگ پاک کرد، آن برگ بوی شیرین خود را به دست آورد. گیاه دیگر چنگ مریم نام دارد، که توسط برخی از زنان مسلمان جهت کمک در دوران بارداری مورد استفاده قرار می‌گرفت، و آب این گیاه به عنوان نوشیدنی در حال دعا به زنان داده می‌شد.
در روایات اسلامی موارد زیادی از زندگی بعدی مریم بازگو نشده، و عروج مریم در هیچ روایت مسلمان وجود ندارد. با این وجود، برخی از دانشمندان معاصر مسلمان، به عنوان نمونه مارتین لینگز، این فرض را به عنوان یک واقعه تاریخی از زندگی مریم پذیرفتند. یکی از حوادث کمتر شناخته شده‌ای که در روایات مسلمانان ثبت شده، بازدید مریم از رم به همراه یوحنا و تادئوس در زمان نرون است.
یکی از ویژگی‌های مریم، راستگویی بود.
مریم زنی بسیار راستگو بود به این معنی که با قول و اعتقادش چیزی را به راستی می‌گفت و صدق خود را با عملش و کردارش ثابت و محقّق می‌داشت و در پرتو این راستگویی مقامی شایسته کسب کرده بود.

## القاب
- قانتین: مریم در سوره تحریم آیه ۱۲، به این نام خوانده شده.[۲۵]
- صدیقه: به معنای «زن بسیار راستگو» مریم در قرآن دو بار صدیقه نامیده شده (آیات ۷۳ تا ۷۵ سوره مائده و آیه ۱۲ سوره تحریم).[۴۶]
- سجیده :به معنای «او که در پرستش برای خدا سجده می‌کند» در قرآن آمده: «ای مریم! پروردگار خود را عبادت پرستش کنید: سجده کنید»[۴۷]
- راکعین: به معنای «او که در پرستش به خدا تعظیم می‌کند.» در قرآن آمده: «ای مریم! فروتنانه برای پروردگارت به طاعت برخیز و سجده به جای آور و با رکوع کنندگان رکوع کن.»
- طاهره: او که تطهیر شد.[۴۸]
- مصطفیا: او که انتخاب شد. در قرآن آمده‌است: «ای مریم! قطعاً خدا تو را برگزیده و [از همه آلودگی‌های ظاهری و باطنی] پاک ساخته، و بر زنان جهانیان برتری داده‌است.»
- سایمعه: او که روزه می‌گیرد. گفته شده که مریم در بعضی از سنت‌های مسلمانان نیمی از سال را روزه می‌گیرد.

بسیاری از نام‌های دیگر مریم را می‌توان در کتابها و مجموعه‌های مذهبی مختلف دیگر یافت. در حدیث، او به با نام‌های مانند بتول، Adhraa (ریاضتی ویرجین) و Marhumah (احاطه در رحمت خدا) اشاره شده‌است.

## محل دفن
اعتقاد بر این است که مریم در آرامگاه مریم مقدس در دره کیدرون، در دامنه کوه زیتون، در اورشلیم به خاک سپرده شد. کلیسای مسیحی موجود در این مکان چندین بار تخریب شده اما گورابه آن دست نخورده باقی مانده. این مکان توسط کلیسای ارتدکس یونان اورشلیم اداره می‌شود که آن را با کلیسای حواری ارمنی به اشتراک می‌گذارد. محراب مسجد در محل ساخته شده بود تا به زائران مسلمان در نماز کمک کند.

## میراث
مساجدی به نام مریم:
1. مسجد مادر عیسی در عبور از هاپرز، ویکتوریا، استرالیا.[۵۰]
2. مسجد مریم، مرکز ملی ملت اسلام، شیکاگو، ایالت IL
3. مسجد زنان قلوب مریم (قلب مریم)، برکلی، کالیفرنیا
4. مریم ام عیسی (مریم مادر عیسی)، ابوظبی، امارات متحده عربی[۵۱]
5. مسجد ماریام آل بتول (مریم مقدس) در پائولا، مالت
6. مسجد مریم (احمدیه) در گالوی، ایرلند.

## نگارخانه

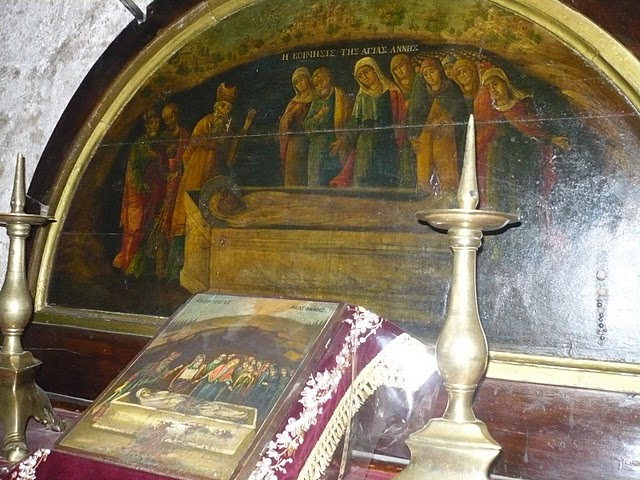
نقاشی دیواری در آرامگاه ماری
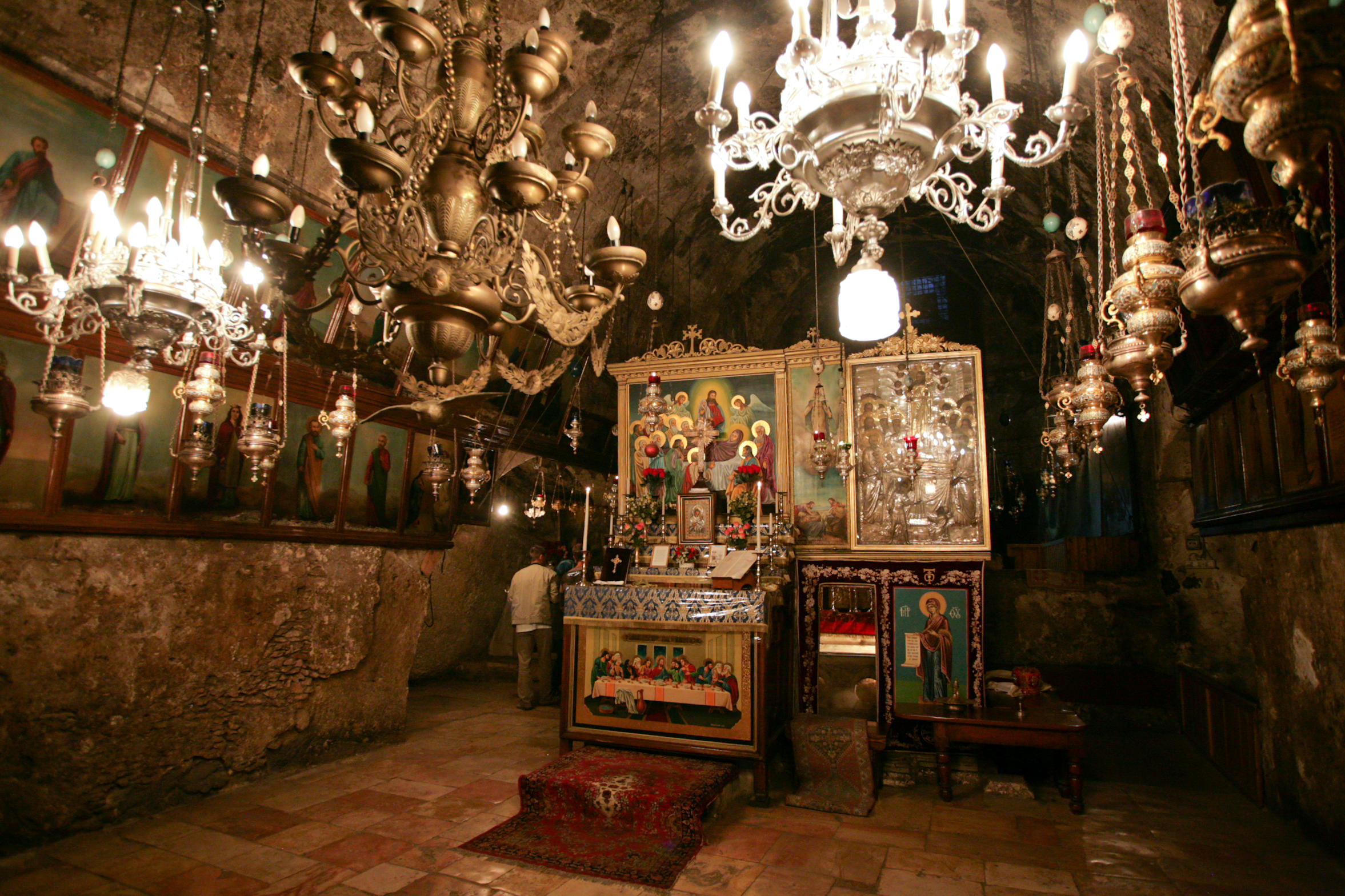
درون مقبره مریم
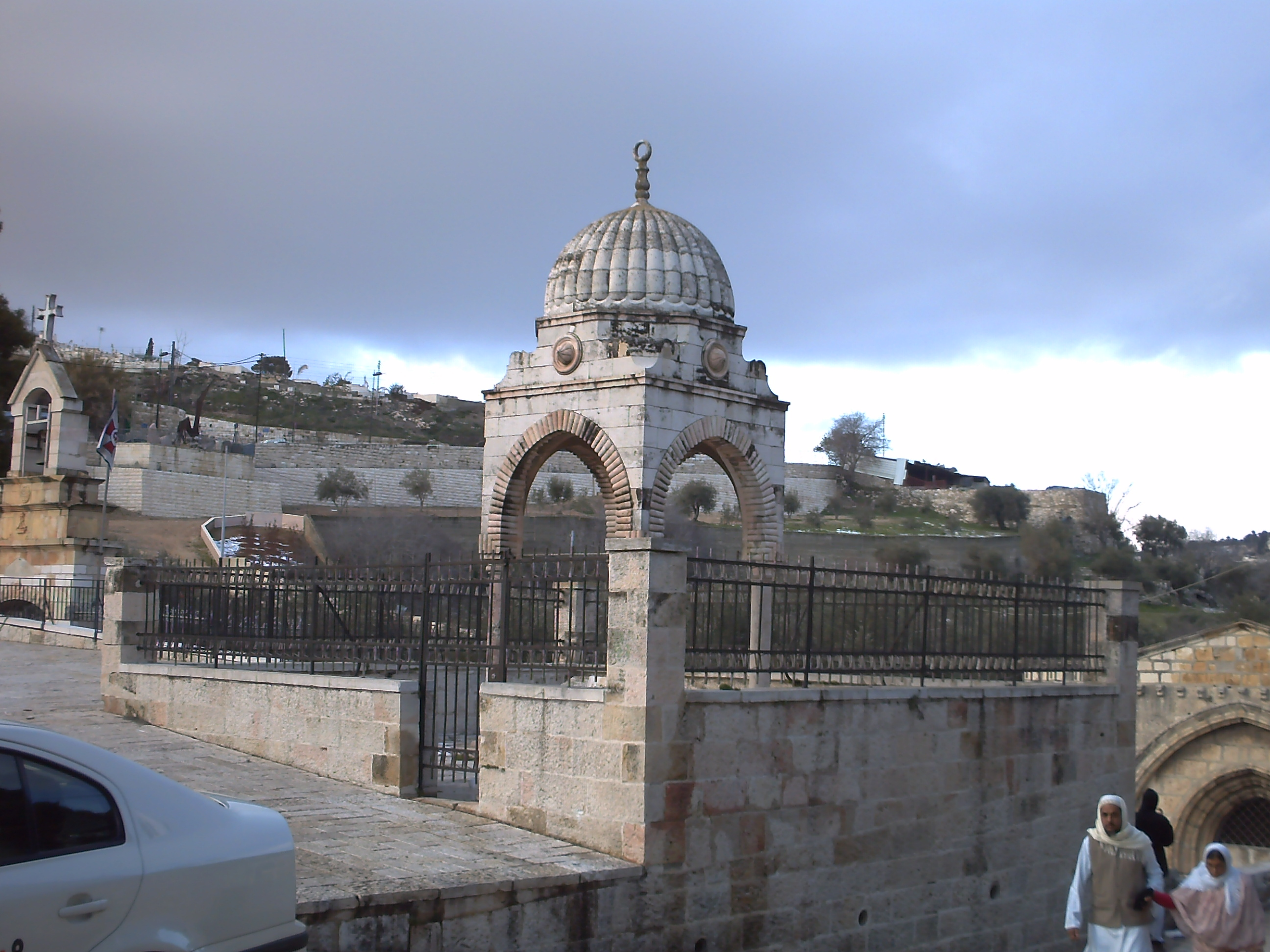
نمای بیرون مقبره مریم